# Marie-Françoise Nicaise
Marie-Françoise Nicaise (Charleroi, 20 juni 1958) is een Belgisch politica van de MR.

## Levensloop
Nicaise was de tweede voormalige echtgenote van Daniel Ducarme en is de stiefmoeder van Denis Ducarme, beiden ministers voor de MR. Beroepshalve werd zij advocaat.
Zij begon haar politieke loopbaan als OCMW-raadslid van Thuin, een functie die ze uitoefende van 1989 tot 1994. Vervolgens was ze er van 2001 tot 2018 gemeenteraadslid. Van 2011 tot 2017 was ze schepen van Financiën van de stad, vanaf 2014 titelvoerend. In 2017 werd de MR uit het gemeentebestuur van Thuin gezet, waardoor ze haar mandaat van schepen verloor. 
Van 2014 tot 2019 was ze tevens lid van het Waals Parlement en het Parlement van de Franse Gemeenschap als opvolgster van Yves Binon, die verkoos om niet te zetelen. Bij de verkiezingen van 2019 was ze geen kandidaat meer.
Bij de gemeenteraadsverkiezingen van oktober 2018 werd Nicaise herverkozen als gemeenteraadslid van Thuin, maar ze nam onmiddellijk ontslag en haar dochter, Louise Ducarme, nam haar zetel over.